# Stenocercus marmoratus
Espèce
Synonymes
- Trachycyclus marmoratus Duméril & Bibron, 1837
- Heterotropis marmoratus (Duméril & Bibron, 1837)
- Stenocercus difficilis Werner, 1910

Statut de conservation UICN

 LC  : Préoccupation mineure
Stenocercus marmoratus est une espèce de sauriens de la famille des Tropiduridae.

## Répartition
Cette espèce se rencontre :

Carte de répartition de l'espèce

- en Bolivie dans les départements de Chuquisaca, de Cochabamba, de Santa Cruz et de Tarija ;
- en Argentine dans la province de Salta.

## Publication originale
- Duméril & Bibron, 1837 : Erpétologie Générale ou Histoire Naturelle Complète des Reptiles. Librairie. Encyclopédique Roret, Paris, vol. 4, p. 1-570 (texte intégral).